# Marcelo Moreno
Marcelo Moreno Martins (Santa Cruz de la Sierra, 18 juni 1987) is een Boliviaanse voetballer die op dit moment speelt bij Changchun Yatai.
Moreno werd geboren in Bolivia en heeft een Braziliaanse vader en een Boliviaanse moeder. Hij heeft de keuze gemaakt voor het nationale team van Bolivia boven het Braziliaans voetbalelftal. Eerder maakte hij al wel deel uit van de Braziliaanse jeugdselecties.
In april 2008 toonde AFC Ajax interesse in hem. Op 28 mei 2008 werd bekend dat Moreno een vijfjarig contract heeft getekend bij Sjachtar Donetsk. Bij zijn transfer werden vele topclubs afgetroefd. Sjachtar betaalde 9 miljoen euro voor Moreno. Op 31 mei 2009 legde de Duitse topclub Werder Bremen hem op huurbasis vast. Later dat seizoen volgde een uitleenbeurt aan Wigan Athletic. Bij beide clubs wist hij niet te scoren. In 2011 kreeg hij opnieuw een kans bij Sjachtar.
In 2012 keerde Moreno terug naar Brazilië, waar hij tekende voor Grêmio Foot-Ball Porto Alegrense. Die club leende hem tweemaal uit aan andere clubs in de competitie. In het voorjaar van 2015 maakte Moreno de overstap naar de Chinese competitie, waar hij en contract tekende bij Changchun Yatai.

## Erelijst
Cruzeiro
- Topscorer Copa Libertadores

2008 (8 goals)